# 寺門仁
寺門 仁（てらかど じん、1926年10月13日 - 1997年6月27日）は、日本の詩人。本名は砂尾仁。

## 来歴
茨城県出身。東京高等師範学校を卒業した。京都、東京で高校教員生活を送るかたわら、『青い花』『地球』『日本未来派』『風』などに寄稿。のち千葉県流山に住み、『翼』を主宰。1965年、『遊女』で室生犀星詩人賞受賞。

## 著書
- 『石の額縁 寺門仁詩集』青い花発行所、1956年
- 『遊女 寺門仁詩集』風社、1965年
- 『続遊女 寺門仁詩集』風社、1969年
- 『続続続遊女 寺門仁詩集』国文社、1975年
- 『定本遊女 寺門仁詩集』沖積舎、1978年9月
- 『羽衣 寺門仁詩集』沖積舎、1982年2月
- 『魂魄の宿』紫陽社、1989年6月
- 『木に育つ魚』思潮社、1993年6月
- 『雨晴らし』思潮社、1997年
- 『寺門仁全詩集』砂子屋書房、2000年11月
- 『寺門仁作品集 1 (詩)』思潮社、2003年6月
- 『寺門仁作品集 2 (散文)』思潮社、2003年6月
- 『玉すだれ 遺稿詩集』砂子屋書房、2006年3月

### 編纂
- 『流山詩集 1988年』崙書房出版、1988年5月
- 『流山詩集 1992年版』崙書房出版、1992年1月